# 佩里托莫雷諾國家公園

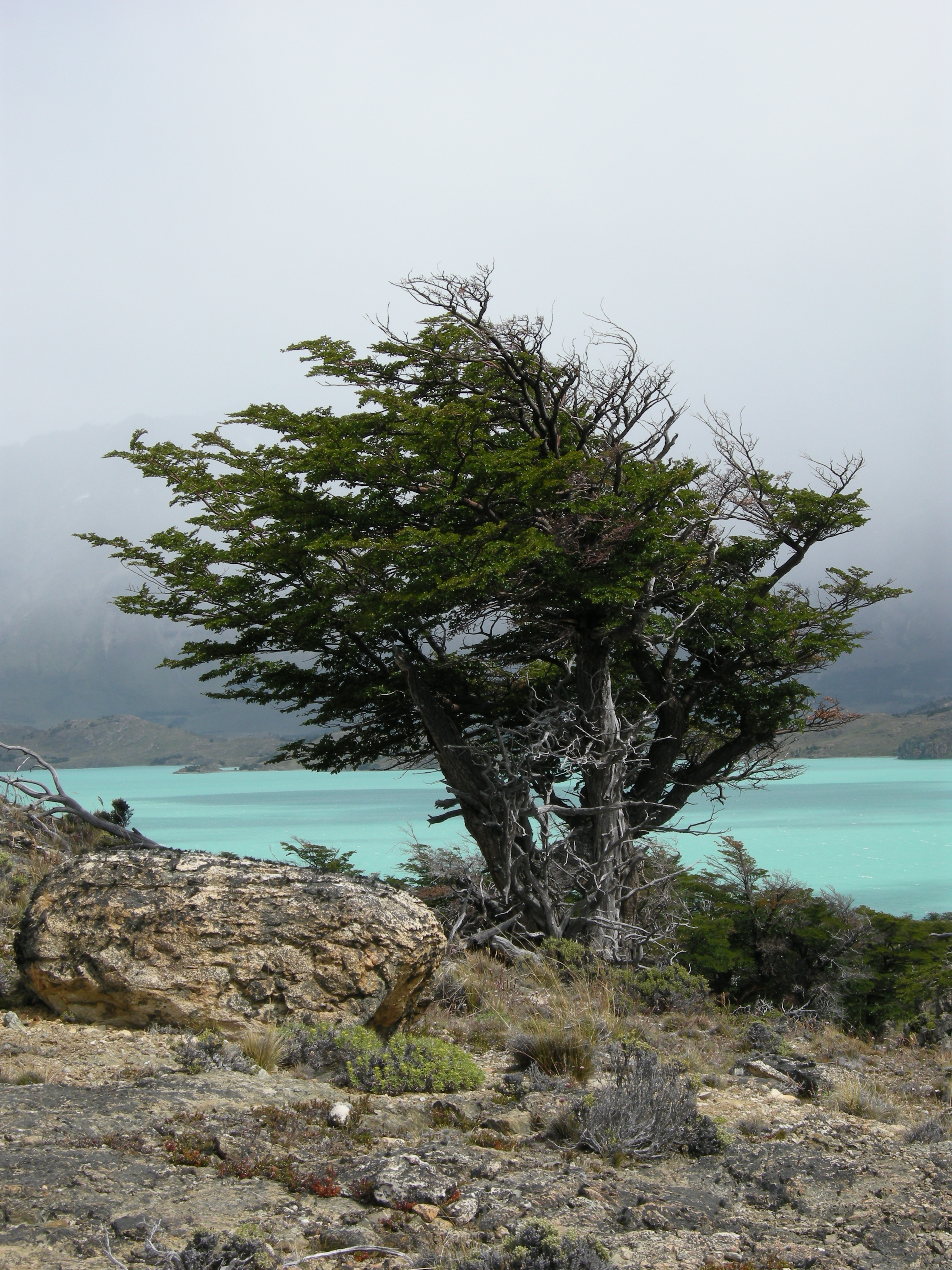

47°48′41″S 72°15′02″W / 47.8113888889°S 72.2505555556°W
佩里托莫雷諾國家公園（西班牙語：Parque nacional Perito Moreno）是阿根廷聖克魯斯省的國家公園，位於該國南部，毗鄰與智利接壤的邊境，面積1,150平方公里，成立於1937年，海拔高度約900米。

## 外部連結
- Official website （西班牙文）